# Liebherr Group
O Grupo Liebherr é um grupo alemão fabricante de equipamentos com sede na Suíça, especializado em guindastes, peças para aeronáutica, máquinas para mineração, construção civil e agricultura.
Foi fundada em 1949 por Hans Liebherr, cuja família detém ainda hoje a holding Liebherr-International AG.
Emprega mais de 40 mil funcionários e detém mais de 130 empresas em todo o mundo. Em 2007 foi o maior fabricante mundial de guindastes e obteve receitas de 8,3 bilhões de euros.
A empresa é a fabricante de um dos maiores caminhões do mundo, o T282B.